# Paraceterach marantae
Paraceterach marantae là một loài thực vật có mạch trong họ Adiantaceae. Loài này được (L.) R.M. Tryon miêu tả khoa học đầu tiên năm 1986.